# Rydberg-Halbinsel
Die Rydberg-Halbinsel ist eine breite und 48 km lange Halbinsel an der Grenze zwischen Bryan- und English-Küste des westantarktischen Ellsworthlands. Sie trennt das Carroll Inlet von der Fladerer Bay.
Der United States Geological Survey kartierte sie anhand eigener Vermessungen und mithilfe von Luftaufnahmen der United States Navy zwischen 1961 und 1966. Das Advisory Committee on Antarctic Names benannte sie 1968 nach Sven Rydberg von der US Navy, Kommandeur der USNS Eltanin bei Antarktisfahrten zwischen Februar 1962 und Juni 1963.